# العلاقات البوتانية البوليفية
العلاقات البوتانية البوليفية هي العلاقات الثنائية التي تجمع بين بوتان وبوليفيا.

## مقارنة بين البلدين
هذه مقارنة عامة ومرجعية للدولتين:
| وجه المقارنة                                              | بوتان          | بوليفيا                                          |
| --------------------------------------------------------- | -------------- | ------------------------------------------------ |
| المساحة (كم2)                                             | 38.39 ألف      | 1.10 مليون                                       |
| عدد السكان (نسمة)                                         | 807.61 ألف     | 11.05 مليون                                      |
| الكثافة السكانية (ن./كم²)                                 | 21.04          | 10.05                                            |
| العاصمة                                                   | تيمفو          | سوكري، لاباز                                     |
| اللغة الرسمية                                             | لغة دزونكا     | اللغة الإسبانية، اللغة الأيمرية، كتشوا، غوارانية |
| العملة                                                    | نغولترم بوتاني | بوليفاريو بوليفي                                 |
| الناتج المحلي الإجمالي (بليون دولار)                      | 2.51 مليار     | 37.51 مليار                                      |
| الناتج المحلي الإجمالي (تعادل القوة الشرائية) بليون دولار | 6.49 مليار     | 74.58 مليار                                      |
| الناتج المحلي الإجمالي الاسمي للفرد دولار أمريكي          | 2.66 ألف       | 3.08 ألف                                         |
| الناتج المحلي الإجمالي للفرد دولار أمريكي                 | 7.82 ألف       | 6.63 ألف                                         |
| مؤشر التنمية البشرية                                      | 0.605          | 0.662                                            |
| رمز المكالمات الدولي                                      | +975           | +591                                             |
| رمز الإنترنت                                              | .bt            | .bo                                              |
| المنطقة الزمنية                                           | ت ع م+06:00    | 00                                               |

## منظمات دولية مشتركة
يشترك البلدان في عضوية مجموعة من المنظمات الدولية، منها:
| علم المنظمة | اسم المنظمة                        | تاريخ انضمام بوتان | تاريخ انضمام بوليفيا |
| ----------- | ---------------------------------- | ------------------ | -------------------- |
|             | الاتحاد البريدي العالمي            | ?                  | ?                    |
|             | مؤسسة التنمية الدولية              | 28 سبتمبر 1981     | 21 يونيو 1961        |
|             | منظمة حظر الأسلحة الكيميائية       | ?                  | ?                    |
|             | الأمم المتحدة                      | 21 سبتمبر 1971     | 14 نوفمبر 1945       |
|             | وكالة ضمان الاستثمار متعدد الأطراف | 21 أكتوبر 2014     | 3 أكتوبر 1991        |
|             | منظمة الشرطة الجنائية الدولية      | ?                  | ?                    |
|             | مؤسسة التمويل الدولية              | 1 ديسمبر 2003      | 20 يوليو 1956        |
|             | البنك الدولي للإنشاء والتعمير      | 28 سبتمبر 1981     | 27 ديسمبر 1945       |
|             | الاتحاد الدولي للاتصالات           | 15 سبتمبر 1988     | 1 يونيو 1907         |
|             | يونسكو                             | 13 أبريل 1982      | 13 نوفمبر 1946       |

## وصلات خارجية
- موقع وزارة الخارجية البوتانية
- موقع وزارة الخارجية البوليفية